# Lothlórien
Lothlórien či Lórien je fiktivní zemí lesních elfů ve Středozemi z knihy J. R. R. Tolkiena Pán prstenů. Nachází se na soutoku Stříberky a Anduiny a je považováno za nejkrásnější elfí království Třetího věku. V Lothlórienu rostou mallorny, stromy se zlatými listy, proto se též nazývá Zlatý les.
Elfové Lothlórienu se nazývají Galadhrim („Stromový lid“) a vládne jim pán Celeborn a paní Galadriel, která zemi poskytuje ochranu a zvláštní kouzlo pomocí svého prstenu moci.

## Poloha
Lothlórien se nachází východně od Morie mezi Mlžnými horami a Velkou řekou. Hlavní město této země, Caras Galadhon (= "Pevnost stromů", "Město stromů"), stojí na místě soutoku Velké řeky a Stříberky zvaném Egladil (= "Roh"). Lothlórien je spolu s Fangornským hvozdem a Temným hvozdem řazen do Divočiny.

## Historie

### První věk

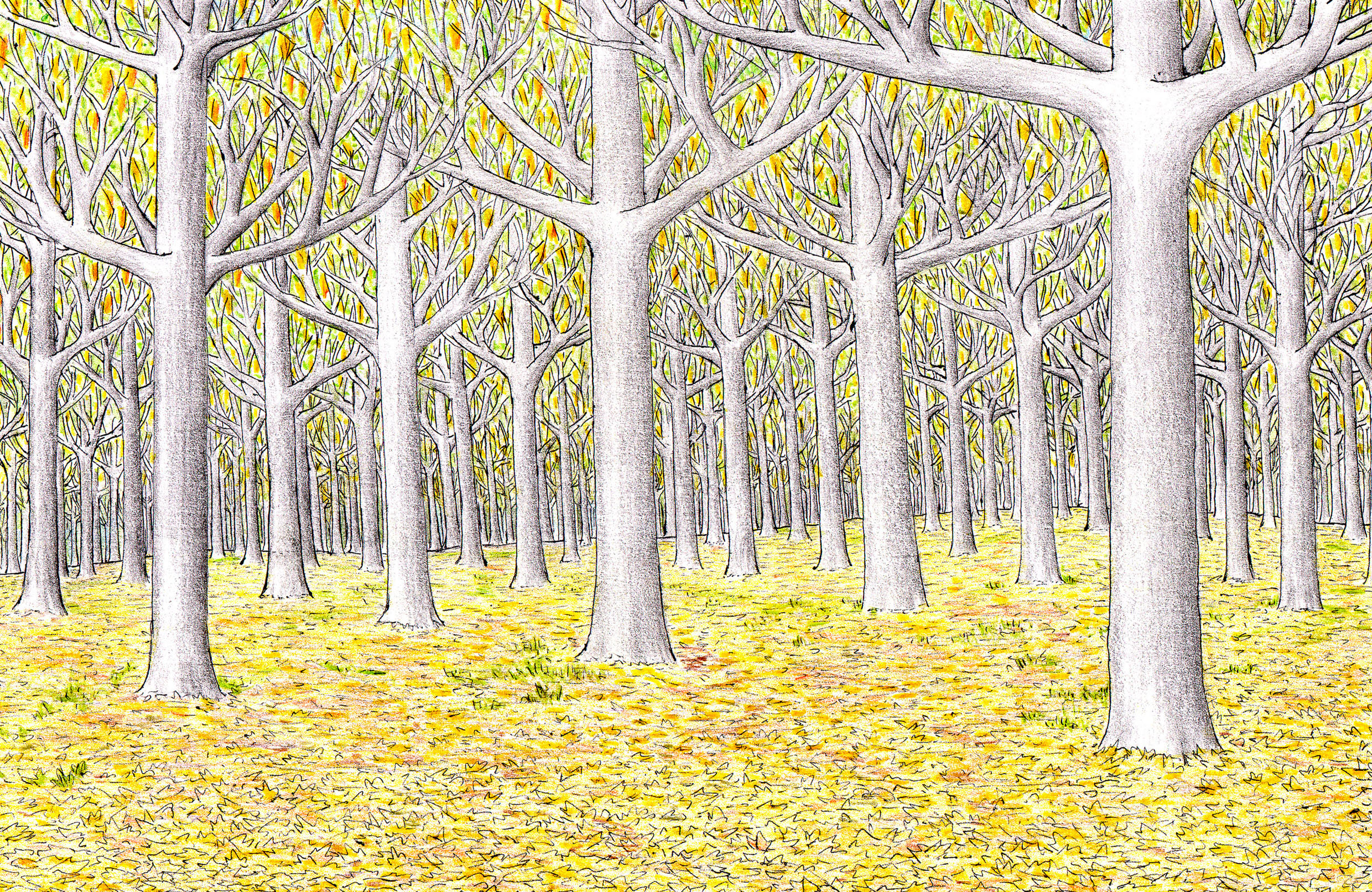
Lothlórien v podání Matěje Čadila

Prvním elfím národem, který přišel do této země a též zde poté žil, byl národ telerský. V době Velké pouti, byli Teleri posledními, kteří se vydali na cestu. Byli ze všech elfích skupin nejpočetnější a částečně kvůli tomu zůstali daleko vzadu za Vanyar a Noldor. Když došli k Mlžným horám, byli, podle Melkorova záměru, nesmírně vyděšeni velikostí tohoto pohoří. Sám jej vztyčil tak, aby elfové nemohli pokračovat v cestě. Proto jeden z telerských vůdců, Lenwë, odvedl svoji část lidu po proudu Velké řeky, jelikož nechtěl riskovat přechod. Tito elfové se stali známí jako Nandor a pojmenovali toto místo Lindórinand (= "Údolí pěvců").

### Druhý věk

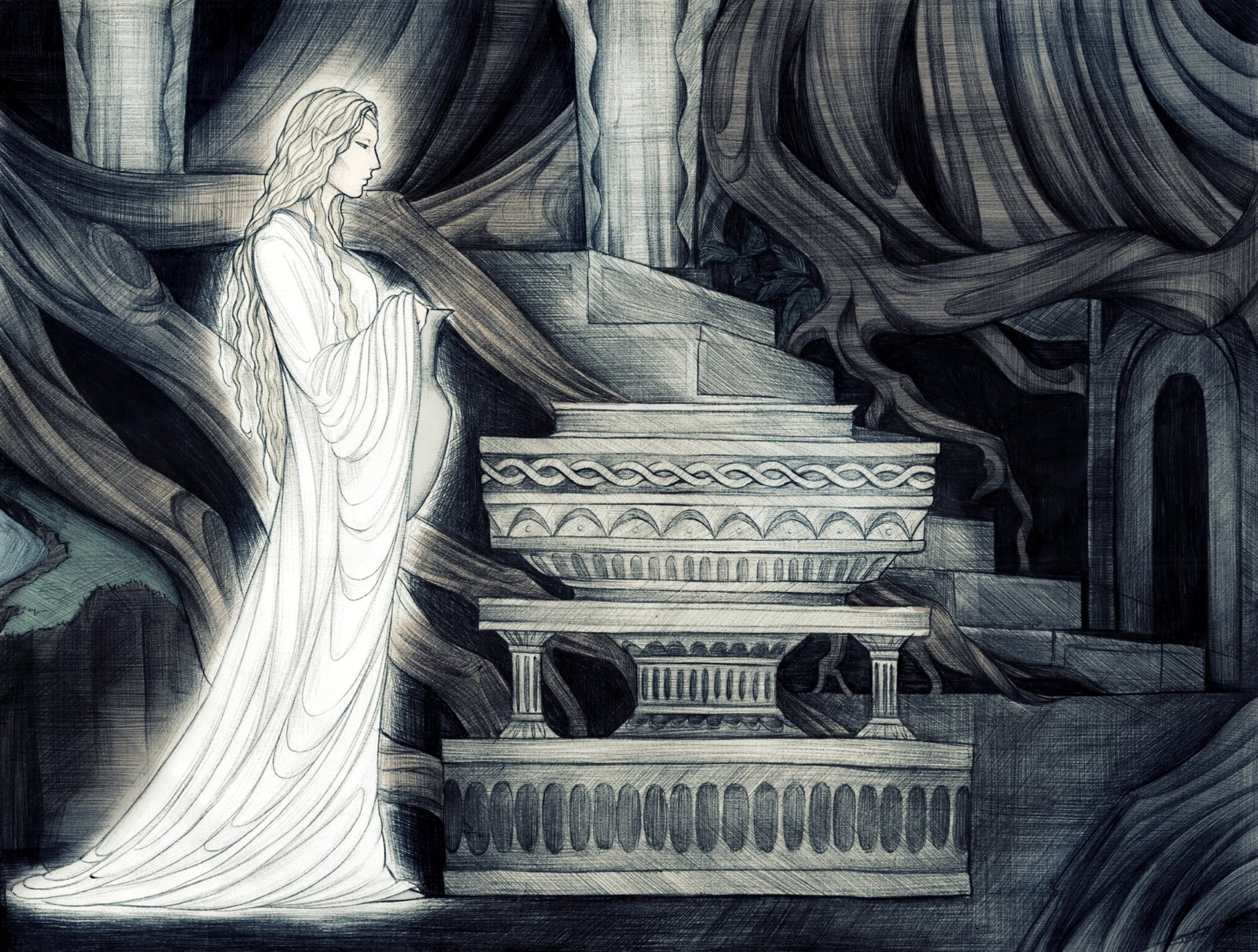
Galadriel

Během Druhém věku přišli do Lindórinandu Sindar, kteří obohatili zdejší populaci svou moudrostí a schopnostmi. V té době byl panoval Lindórinandu a jeho lidu Sinda Amdír, který však zemřel v bitvě na Dagorladu. Po jeho smrti byl zde pánem jeho syn Amroth. I ten dlouho místu a lidu nevládl, neboť se utopil v zátoce Belfalas. Od té doby nikdo zdejším elfům nepanoval, dokud nepřišli Celeborn s Galadriel a jejich dcera Celebrían z Cesmínie. Ti s sebou přinesli dar od Ereiniona Gil-galada, který dostal od Tar-Aldariona, šestého númenorského krále. Byla to semínka mallornů. Díky mallornům toto místo získalo nový vzhled i jméno, neboť to byly stromy, jejichž listí bylo na podzim neobyčejně zlaté a neopadávalo, a kůra byla stříbřitošedé barvy. Gil-galad je obdařil těmito semeny kvůli jejich nezdaru v jeho vlastní zemi. A protože zde vzkvétaly a byla jich hojnost, začal být Lindórinand znám jako Laurelindórenan (= "Údolí zpívajícího zlata") nebo častěji jako Lórinand (= "Údolí zlata") či Lothlórien (= "Květ snu").

### Třetí věk
Po pádu Gandalfa do propasti v Morii, v lednu roku 3019 T. v., Lothlórienem prošlo Společenstvo prstenu pod vedením Aragorna. Načež se zde uzdravil i sám Gandalf, který sem byl donesen Pánem orlů Gwaihirem o pár týdnů později.
Přibližně ve stejné době, v březnu téhož roku, co Sauronovy síly útočily na Minas Tirith, byly z Dol Gulduru poslány síly, aby Lothlórien napadly. Během bitvy u Černé brány byly na Lothlórien spáchány celkem tři útoky, při kterých byli elfové ochráněni nejen svou udatností, ale i mocí Nenyi, jednoho z elfích Prstenů moci. Po Sauronově pádu byl Dol Guldur nakonec Celebornem a jeho vojskem dobyt a Galadriel ho svou mocí zničila.

### Po Válce o Prsten
Po pádu Saurona, krása a ochrana Lothlórienu ochabla, jelikož síla Nenyi, která uchovávala onu bezmeznou krásu, byla spjata se sílou Jednoho prstenu. Poté, co Galadriel odplula do Valinoru, byl Celebornem, než sám odešel, Lothlórien rozšířen o jižní část Temného hvozdu. Bohužel během Čtvrtého věku se populace v této říši pomalu snižovala, až už žádní elfové v Lothlórienu nežili. Po smrti krále Elessara se sem uchýlila Arwen, která se zde roku 121 Č. v. vzdala života a byla pohřbena na Cerinu Amroth.